# Axel Wetterberg

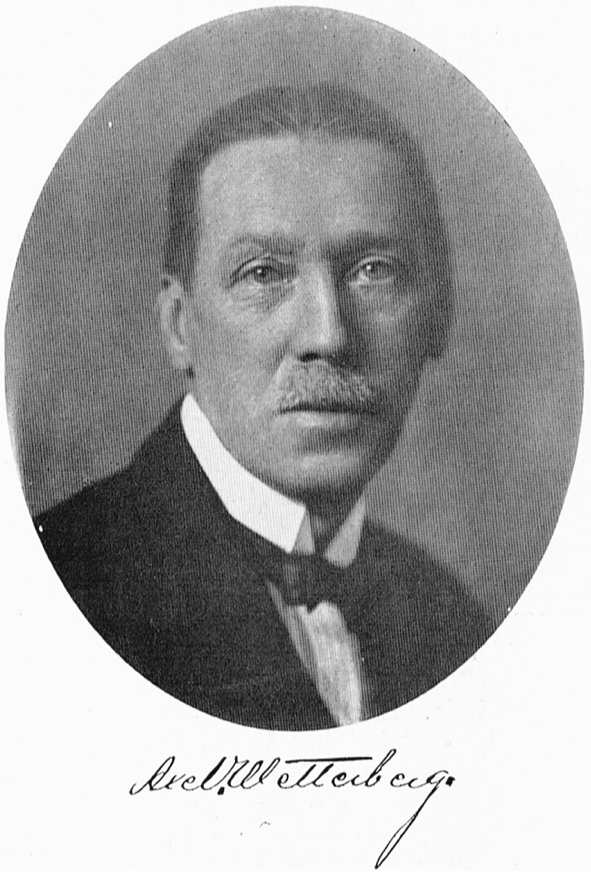
Axel Wetterberg

Axel Emanuel Wetterberg, född 29 maj 1877 i Varvs socken, Västergötland, död 13 juni 1938, var en svensk arkitekt.

## Biografi
Wetterberg var son till dekorationsmålaren August Wetterberg och Charlotta Wetterberg. Han saknade en egentlig arkitektutbildning, men hade tagit lektioner i teckning och målning 1892–95, varit elev på arkitektkontor 1895–97, tagit privatlektioner i diverse skolämnen samt arkitektur hos Magnus Steendorff i Skövde 1897–99. Tillsammans med Karl Hultkrantz drev han arkitektverksamhet i Mariestad.  De svarade för restaureringen av Ekby kyrka samt dess återuppbyggnad vid ett påföljande ras. 
Han var anställd hos Ullrich & Hallquisth samt hos Gustaf Wickman i Stockholm 1899–1910. 
Därefter samarbetade han med Josef Norén till 1916 vid en rad större byggnadsföretag, bland annat Nordiska Kompaniet. Han var anställd i kommunal tjänst, dels under Stockholms stads bostadskommitté, dels under Fastighetskontorets husbyggnadsavdelning 1916–21. Han drev därefter egen verksamhet, främst omfattande större och mindre bostadshus.
Han är begravd på Norra begravningsplatsen i Stockholm.

## Förteckning över uppförda byggnader i Stockholm (urval)
| Fastighet             | Gata                                      | Byggnadsår |
| --------------------- | ----------------------------------------- | ---------- |
| Båten 6               | Grubbens gata 11, Inedalsgatan 8          | 1920       |
| Båten 7               | Grubbens gata 9                           | 1920       |
| Båten 8               | Grubbens gata 7                           | 1920       |
| Båten 9               | Grubbens gata 5                           | 1920       |
| Båten 10              | Grubbens gata 3                           | 1920       |
| Båten 11              | Grubbens gata 1, Polhemsgatan 33          | 1920       |
| Cedersdals malmgård 1 | Vanadislunden 1–3                         | 1919       |
| Monumentet 25         | Ölandsgatan 51                            | 1921–1924  |
| Sländan 7             | Norrtullsgatan 67, Norra Stationsgatan 49 | 1915–1916  |
| Sländan 8             | Norra Stationsgatan 51                    | 1915–1916  |
| Sländan 9             | Norra Stationsgatan 53, Dannemoragatan 22 | 1915–1916  |
| Sleipner 10           | Västmannagatan 88, Vanadisvägen 27        | 1910–1911  |
| Smedjan 6             | Västmannagatan 97                         | 1916–1917  |
| Smedjan 7             | Västmannagatan 95                         | 1916–1919  |
| Smedjan 8             | Västmannagatan 93, Vanadisvägen 32        | 1916–1918  |
| Vapensmeden 5         | Norr Mälarstrand 88                       | 1925–1926  |
| Vapensmeden 13        | Karlsviksgatan 1, Norr Mälarstrand 86     | 1925–1927  |

Källa:

## Bilder

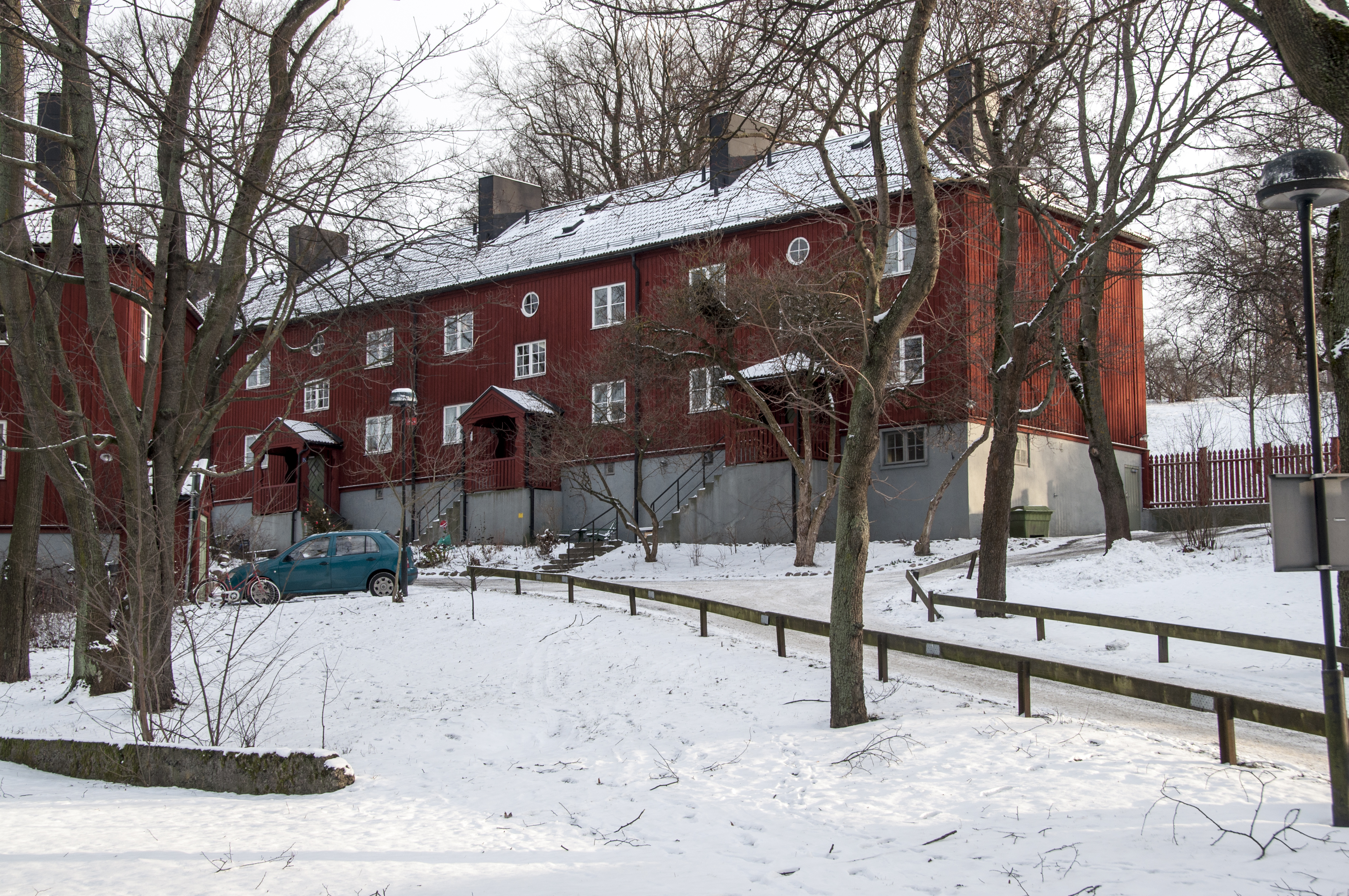
Cedersdalsgatans hus
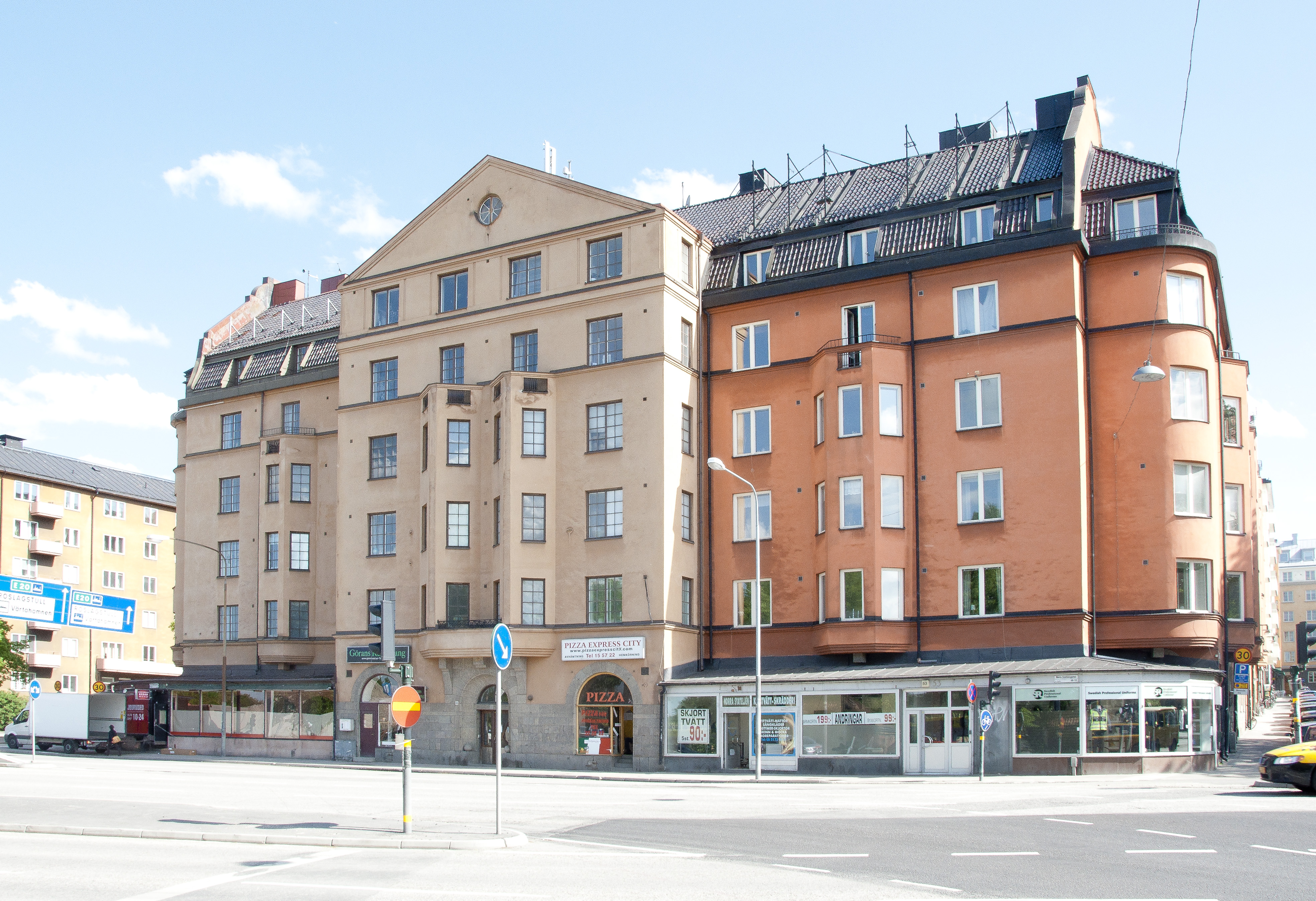
Norra stationsgatan 49-53
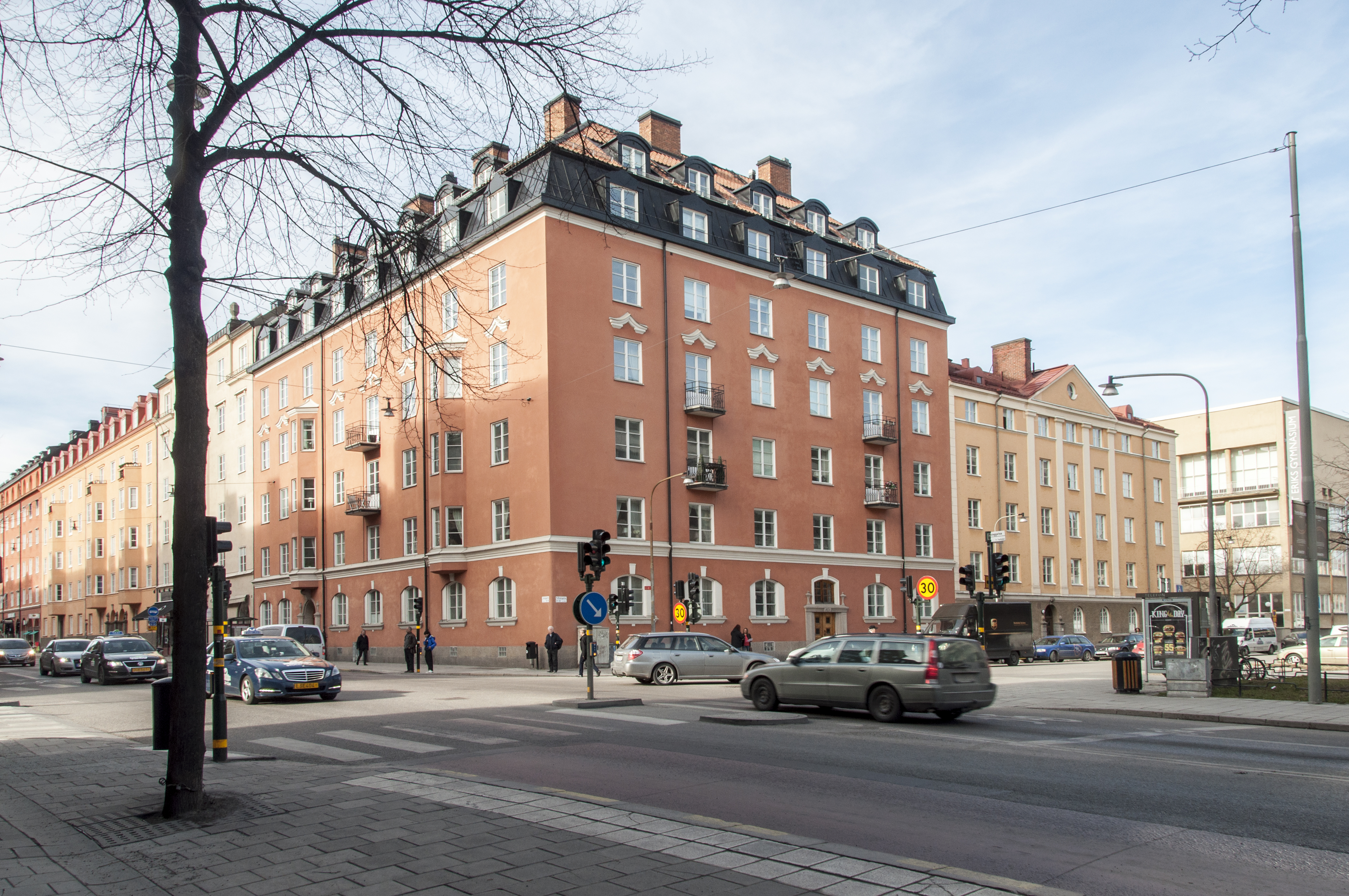
Båten 6 (till höger)
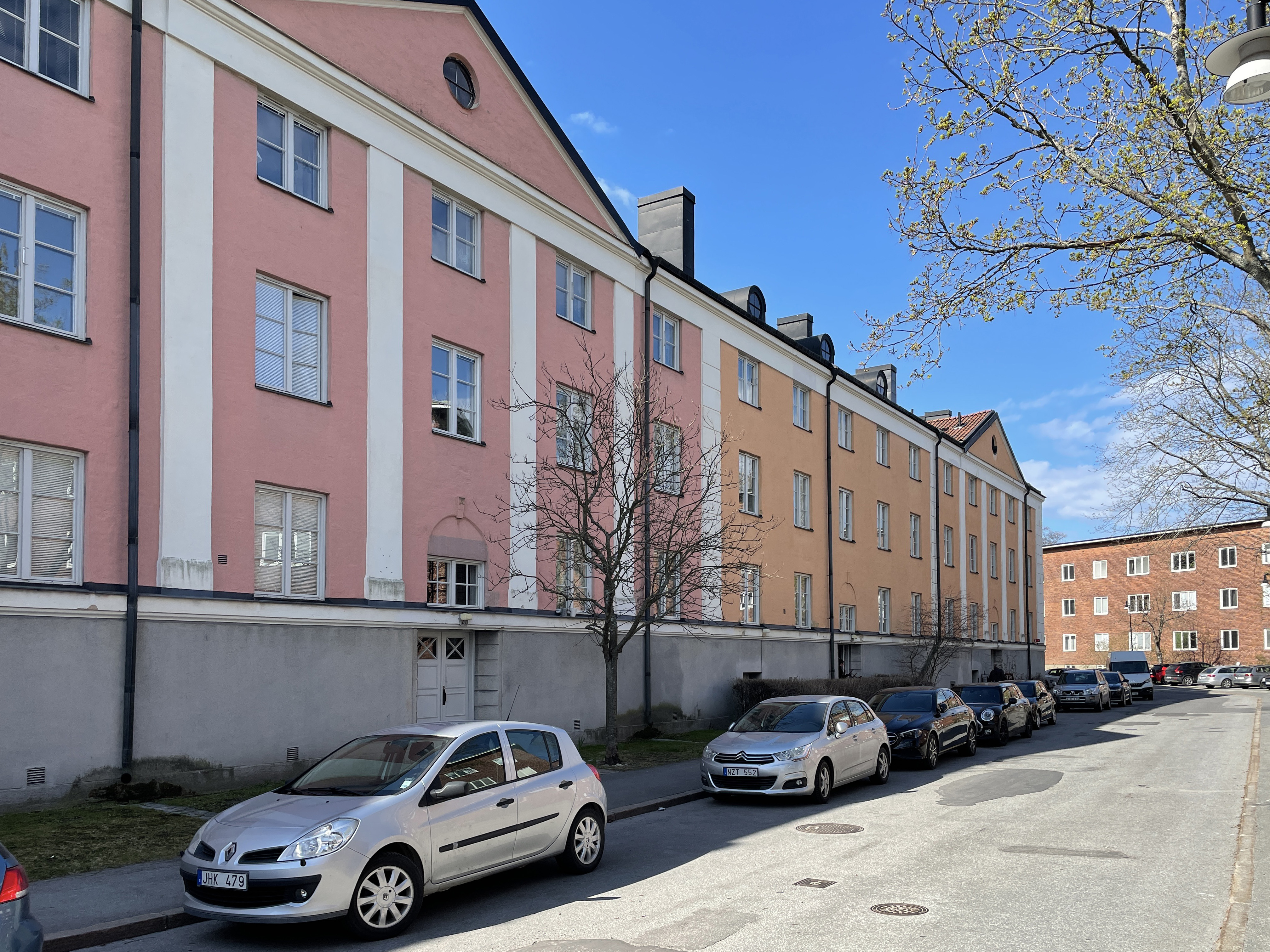
Långkorven, Hjorthagen